# Państwowy Urząd Nadzoru Ubezpieczeń
Państwowy Urząd Nadzoru Ubezpieczeń – wyspecjalizowany organ nadzoru nad rynkiem ubezpieczeniowym działający w latach 1996–2002.
Państwowy Urząd Nadzoru Ubezpieczeń sprawował nadzór ubezpieczeniowy jedynie w zakresie nadzoru bieżącego nad działalnością zakładów ubezpieczeń, podczas gdy uprawnienia związane z licencjonowaniem zakładów ubezpieczeń pozostawiono w kompetencjach Ministra Finansów. Prezesem PUNU była Danuta Wałcerz. W 2002 r. PUNU zlikwidowano wraz z Urzędem Nadzoru nad Funduszami Emerytalnymi i utworzono Komisję Nadzoru Ubezpieczeń i Funduszy Emerytalnych, jako zintegrowany organ nadzoru ubezpieczeniowego i emerytalnego.